# Hannibal Buress
Hannibal Amir Buress (Chicago, 4 febbraio 1983) è un comico e attore statunitense.

## Biografia
Buress è nativo di Chicago, Illinois, figlio di Margaret, insegnante, e John Burress, che lavorò per la Union Pacific Railroad. Il suo nome deriva dal condottiero e politico cartaginese Annibale Barca. Dopo aver frequentato la Steinmetz College Prep, frequentò per breve tempo la Southern Illinois University Carbondale, dove divenne amico dell'artista hip hop Open Mike Eagle, il suo attuale consulente. Vive a New York.

## Filmografia

### Attore

#### Cinema
- The Kings of Summer, regia di Jordan Vogt-Roberts (2013)
- Cattivi vicini (Neighbors), regia di Nicholas Stoller (2014)
- Daddy's Home, regia di Sean Anders (2015)
- Cattivi vicini 2 (Neighbors 2: Sorority Rising), regia di Nicholas Stoller (2016)
- The Nice Guys, regia di Shane Black (2016)
- The Comedian, regia di Taylor Hackford (2016)
- The Disaster Artist, regia di James Franco (2017)
- Baywatch, regia di Seth Gordon (2017)
- Spider-Man: Homecoming, regia di Jon Watts (2017)
- Giù le mani dalle nostre figlie (Blockers), regia di Kay Cannon (2018)
- Prendimi! (Tag), regia di Jeff Tomsic (2018)
- Spider-Man: No Way Home, regia di Jon Watts (2021)

#### Televisione
- Saturday Night Live – sketch comedy, episodi 35x01 e 35x11 (2009-2010)
- Louie – serie TV, episodi 1x02 e 1x06 (2010)
- Delocated – serie TV, episodio 2x07 (2010)
- 30 Rock – serie TV, 9 episodi (2010-2012)
- The Mindy Project – serie TV, episodio 1x11 (2013)
- Broad City – serie TV, 29 episodi (2014-2019)
- Childrens Hospital – serie TV, episodio 7x1 (2016)
- Easy – serie TV, episodio 1x08 (2016)
- High Maintenance – serie TV, episodio 1x5 (2016)
- Crashing – serie TV, episodio 1x04 (2017)
- What We Do in the Shadows – serie TV, episodio 5x04 (2023)

#### Web
- High Maintenance – webserie, episodio 1x8 (2013)
- The Daily Bugle – webserie, episodio 2x06 (2021)

### Doppiatore

#### Cinema
- Angry Birds - Il film (The Angry Birds Movie), regia di Clay Kaytis e Fergal Reilly (2016)
- Pets - Vita da animali (The Secret Life of Pets), regia di Chris Renaud (2016)
- Pets 2 - Vita da animali (The Secret Life of Pets 2), regia di Chris Renaud (2019)
- Tartarughe Ninja - Caos mutante (Teenage Mutant Ninja Turtles: Mutant Mayhem), regia di Jeff Rowe (2023)

#### Televisione
- Bob's Burgers – serie animata, episodio 4x04 (2013)
- China, IL – serie animata, 9 episodi (2013-2015)
- Chozen – serie animata, 10 episodi (2014)
- Lucas Bros. Moving Co. – serie animata, 7 episodi (2014-2015)
- Adventure Time – serie animata, episodio 8x09 (2016)
- Justice League Action – serie TV, episodi 1x34 e 1x40 (2017-2018)
- BoJack Horseman – serie animata, episodio 4x08 (2017)
- I Simpson (The Simpsons) – serie animata, episodio 32x08 (2020)

#### Videogiochi
- Grand Theft Auto V (2013)
- NBA 2K17 (2016)

### Sceneggiatore
- Saturday Night Live – sketch comedy (2010)
- 30 Rock – serie TV, episodio 5x23 (2011)
- The Eric Andre Show – sketch comedy (2012)

### Produttore
- The Eric Andre Show – sketch comedy (2012)

## Doppiatori italiani
- Edoardo Stoppacciaro in Daddy's Home, The Disaster Artist
- Stefano Crescentini in Cattivi vicini, Cattivi vicini 2
- Francesco De Francesco in Spider-Man: Homecoming, Spider-Man: No Way Home
- Simone Crisari in Baywatch
- Andrea Lavagnino in Prendimi!
- Federico Bebi in Broad City

Come doppiatore, è sostituito da:
- Andrea Mete in Pets - Vita da animali, Pets 2 - Vita da animali
- Simone Crisari in Angry Birds - Il film
- Simone Mori in The Nice Guys
- Edoardo Stoppacciaro ne I Simpson
- Francesco De Francesco in Tartarughe Ninja - Caos mutante